# Bob Shirlaw
Robert »Bob« Alan Shirlaw, avstralski veslač, * 9. april 1943, Sydney.
Shirlaw je za Avstralijo nastopil na Poletnih olimpijskih igrah 1964, kjer je veslal v dvojcu brez krmarja, ki je tam osvojil deveto mesto. Leta 1968 je nastopil na Olimpijskih igrah kot veslač osmerca, ki je osvojil srebrno medaljo.